# Corral de Almaguer
Corral de Almaguer és un municipi de la província de Toledo, a la comunitat autònoma de Castella la Manxa. Limita amb Villatobas i Santa Cruz de la Zarza al nord, Cabezamesada i Villanueva de Alcardete a l'est, La Puebla de Almoradiel i La Villa de Don Fadrique al sud, i Lillo i La Guardia a l'est.

## Demografia
| 1996  | 1998  | 1999  | 2000  | 2001  | 2002  | 2003  | 2004  | 2005  | 2006  |
| ----- | ----- | ----- | ----- | ----- | ----- | ----- | ----- | ----- | ----- |
| 5.856 | 5.744 | 5.665 | 5.622 | 5.594 | 5.584 | 5.631 | 5.693 | 5.904 | 5.966 |

## Administració
| Període      | Nom de l'alcalde/-essa                  | Partit polític | Data de possessió |
| ------------ | --------------------------------------- | -------------- | ----------------- |
| 1979 - 1983  | Ramón Martínez Lominchar                | UCD            | 19/04/1979        |
| 1983 - 1987  | Ramón Martínez Lominchar                | AP/PDP/UL      | 28/05/1983        |
| 1987 - 1991  | Miguel García-Arroba Molero             | Independent    | 30/06/1987        |
| 1991 - 1995  | Miguel García-Arroba Molero             | PSOE           | 15/06/1991        |
| 1995 - 1999  | Antonio Mancheño Santiago               | PP             | 17/06/1995        |
| 1999 - 2003  | Román Pastor Martínez                   | PSOE           | 03/07/1999        |
| 2003 - 2007  | Román Pastor Martínez                   | PSOE           | 14/06/2003        |
| 2007 - 2011  | Juliana Fernández de la Cueva Lominchar | PP             | 16/06/2007        |
| 2011 - 2015  | n/d                                     | n/d            | 11/06/2011        |
| 2015 - 2019  | n/d                                     | n/d            | 13/06/2015        |
| 2019 - 2023  | n/d                                     | n/d            | 15/06/2019        |
| Des del 2023 | n/d                                     | n/d            | 17/06/2023        |

## Persones il·lustres
- Sara Carbonero, periodista.